# Marcos Ramírez (motociclista)
Marcos Ramírez Fernández (Conil de la Frontera, Cádiz, 16 de diciembre de 1997) es un piloto de motociclismo español. Fue subcampeón del FIM CEV Moto3 Junior World Championship en 2016 y tercero en el Campeonato del Mundo de Motociclismo de Moto3 en 2019. Participa en la categoría de Moto2 con el equipo OnlyFans American Racing.
Ha sido el primer piloto andaluz en ganar una carrera del mundial.

## Biografía
El 23 de agosto de 2019, se anunció el ascenso de Marcos Ramírez a Moto2 de la mano del American Racing. En su primera temporada en Moto2 a Ramírez le costó sumar puntos: en las primeras ocho carreras de la temporada solo logró puntuar en dos carreras (Andalucía y San Marino) y a partir del Gran Premio de Cataluña su suerte cambió ya que puntuo en cinco de las siguientes siete carreras, logrando su mejor resultado en la categoría en el Gran Premio de Aragón en donde terminó en la sexta posición.
Ramírez renovo con el American Racing para la temporada 2021. Esta temporada puntuo en más carreras pero no en las posicines más altas de la tabla: se convirtió en habitué de las últimas posiciones puntuables, logrando esporádicos top-tens siendo su mejor resultado en la temporada los novenos puestos conseguidos en los grandes premios de Alemania y las Américas. Se perdió el Gran Premio de Doha debido a una fractura en la cabeza del húmero derecho occurrida en la clasificación del gran premio.
El 18 de septiembre de 2021, se anunció el fichaje de Marcos Ramírez como nuevo piloto del MV Agusta Forward Racing para la temporada 2022 del Campeonato del Mundo de Moto2.

## Resultados

### Red Bull MotoGP Rookies Cup
(Carreras en negrita indica pole position, carreras en cursiva indica vuelta rápida)
| Temp. | 1       | 2        | 3        | 4         | 5        | 6       | 7       | 8       | 9       | 10      | 11      | 12       | 13      | 14      | 15      | Pos. | Pts. |
| ----- | ------- | -------- | -------- | --------- | -------- | ------- | ------- | ------- | ------- | ------- | ------- | -------- | ------- | ------- | ------- | ---- | ---- |
| 2012  | JER 1 2 | JER 2 6  | EST 1 7  | EST 2 Ret | SIL 1 14 | SIL 2 9 | ASS 1 8 | ASS 2 2 | SAC 1 6 | SAC 2 5 | BRN 1 4 | BRN 2 12 | MIS 10  | ARA 1 2 | ARA 2 4 | 6.º  | 153  |
| 2013  | COA 1 8 | COA 2 13 | JER 1 12 | JER 2 8   | ASS 1 3  | ASS 2 6 | SAC 1 9 | SAC 2 8 | BRN 7   | SIL 1 3 | SIL 2 3 | MIS 3    | ARA 1 8 | ARA 2 3 |         | 5.º  | 145  |

### FIM CEV Moto3 Junior World Championship
(Carreras en negrita indica pole position, carreras en cursiva indica vuelta rápida)
| Temp. | Moto | 1     | 2       | 3     | 4     | 5      | 6       | 7     | 8     | 9     | 10    | 11    | 12     | Pos. | Pts. |
| ----- | ---- | ----- | ------- | ----- | ----- | ------ | ------- | ----- | ----- | ----- | ----- | ----- | ------ | ---- | ---- |
| 2014  | KTM  | JER 5 | JER Ret | LMS 6 | ARA 5 | CAT 4  | CAT 7   | ALB 7 |       |       |       |       |        | 5.º  | 101  |
| 2014  | Ioda |       |         |       |       |        |         |       | NAV 8 | ALG 3 | VAL 9 | VAL 9 |        | 5.º  | 101  |
| 2016  | KTM  | VAL 1 | VAL 2   | LMS 4 | ARA 1 | CAT 12 | CAT Ret | ALB 2 | ALG 1 | JER 1 | JER 2 | VAL 1 | VAL 13 | 2.º  | 205  |

### Campeonato Mundial de Supersport

#### Por temporada
| Temp. | Moto                 | Equipo                            | Carreras | Victorias | Podios | Poles | V.Rap | Pts. | Pos. |
| ----- | -------------------- | --------------------------------- | -------- | --------- | ------ | ----- | ----- | ---- | ---- |
| 2015  | Kawasaki Ninja ZX-6R | Catbike/exit                      | 1        | 0         | 0      | 0     | 0     | 12   | 21.º |
| 2015  | Yamaha YZF-R6        | Autos Arroyo Pastrana Racing Team | 1        | 0         | 0      | 0     | 0     | 12   | 21.º |
| 2015  | Honda CBR600RR       | Team Lorini                       | 5        | 0         | 0      | 0     | 0     | 12   | 21.º |
| Total |                      |                                   | 7        | 0         | 0      | 0     | 0     | 12   |      |

#### Carreras por año
(Carreras en negrita indica pole position, carreras en cursiva indica vuelta rápida)
| Año  | Moto     | 1      | 2   | 3      | 4   | 5   | 6      | 7      | 8       | 9      | 10     | 11  | 12  | Pos. | Pts. |
| ---- | -------- | ------ | --- | ------ | --- | --- | ------ | ------ | ------- | ------ | ------ | --- | --- | ---- | ---- |
| 2015 | Kawasaki | AUS 19 | THA |        |     |     |        |        |         |        |        |     |     | 21.º | 12   |
| 2015 | Yamaha   |        |     | SPA 14 | NED | ITA |        |        |         |        |        |     |     | 21.º | 12   |
| 2015 | Honda    |        |     |        |     |     | GBR 17 | POR 11 | ITA Ret | MAL 15 | SPA 12 | FRA | QAT | 21.º | 12   |

### Campeonato del Mundo de Motociclismo
Sistema de puntuación de 1993 hasta 2022:
| Posición | 1.º | 2.º | 3.º | 4.º | 5.º | 6.º | 7.º | 8.º | 9.º | 10.º | 11.º | 12.º | 13.º | 14.º | 15.º |
| Puntos   | 25  | 20  | 16  | 13  | 11  | 10  | 9   | 8   | 7   | 6    | 5    | 4    | 3    | 2    | 1    |

Sistema de puntuación desde 2023 en adelante:
| Posición       | 1.º | 2.º | 3.º | 4.º | 5.º | 6.º | 7.º | 8.º | 9.º | 10.º | 11.º | 12.º | 13.º | 14.º | 15.º |
| Puntos         | 25  | 20  | 16  | 13  | 11  | 10  | 9   | 8   | 7   | 6    | 5    | 4    | 3    | 2    | 1    |
| Carrera sprint | 12  | 9   | 7   | 6   | 5   | 4   | 3   | 2   | 1   |      |      |      |      |      |      |

#### Por categoría
| Cat.  | Temporadas    | 1.er Gran Premio | 1.er Podio    | 1.ª Victoria  | Carreras | Victorias | Podios | Poles | V.Ráp. | Pts. | CM |
| ----- | ------------- | ---------------- | ------------- | ------------- | -------- | --------- | ------ | ----- | ------ | ---- | -- |
| Moto3 | 2014-2019     | España 2014      | Alemania 2017 | Cataluña 2019 | 65       | 2         | 8      | 2     | 1      | 427  | 0  |
| Moto2 | 2020-         | Catar 2020       | Malasia 2023  |               | 92       | 0         | 2      | 0     | 0      | 273  | 0  |
| Total | 2014–Presente | 2014–Presente    | 2014–Presente | 2014–Presente | 148      | 2         | 10     | 2     | 2      | 700  | 0  |

#### Por temporada
| Temp. | Cat.  | Moto      | Equipo                   | Carreras | Victorias | Podios | Poles | V.Rap | Pts. | Pos. |
| ----- | ----- | --------- | ------------------------ | -------- | --------- | ------ | ----- | ----- | ---- | ---- |
| 2014  | Moto3 | KTM       | Calvo Team Laglisse      | 1        | 0         | 0      | 0     | 0     | 0    | NC   |
| 2016  | Moto3 | Mahindra  | Platinum Bay Real Estate | 9        | 0         | 0      | 0     | 0     | 19   | 26.º |
| 2017  | Moto3 | KTM       | Platinum Bay Real Estate | 18       | 0         | 2      | 0     | 1     | 123  | 8.º  |
| 2018  | Moto3 | KTM       | Bester Capital Dubai     | 18       | 0         | 2      | 0     | 0     | 102  | 10.º |
| 2019  | Moto3 | Honda     | Leopard Racing           | 19       | 2         | 4      | 2     | 1     | 183  | 3.º  |
| 2020  | Moto2 | Kalex     | Tennor American Racing   | 15       | 0         | 0      | 0     | 0     | 37   | 19.º |
| 2021  | Moto2 | Kalex     | American Racing          | 17       | 0         | 0      | 0     | 0     | 39   | 17.º |
| 2022  | Moto2 | MV Agusta | MV Agusta Forward Racing | 20       | 0         | 0      | 0     | 0     | 5    | 30.º |
| 2023  | Moto2 | Forward   | Forward Team             | 20       | 0         | 0      | 0     | 0     | 65   | 16.º |
| 2023  | Moto2 | Kalex     | OnlyFans American Racing | 20       | 0         | 1      | 0     | 0     | 65   | 16.º |
| 2024  | Moto2 | Kalex     | OnlyFans American Racing | 20       | 0         | 1      | 0     | 0     | 116  | 11.º |
| 2025  | Moto2 | Kalex     | OnlyFans American Racing |          |           |        |       |       | *    | *    |
| Total | Total | Total     | Total                    | 148      | 2         | 10     | 2     | 2     | 700  |      |

- * Temporada en curso.

#### Carreras por año
| Año  | Cat.  | Moto      | 1       | 2      | 3       | 4       | 5       | 6       | 7       | 8       | 9      | 10      | 11      | 12      | 13      | 14      | 15     | 16     | 17      | 18      | 19     | 20     | 21  | 22  | Pos. | Pts. |
| ---- | ----- | --------- | ------- | ------ | ------- | ------- | ------- | ------- | ------- | ------- | ------ | ------- | ------- | ------- | ------- | ------- | ------ | ------ | ------- | ------- | ------ | ------ | --- | --- | ---- | ---- |
| 2014 | Moto3 | KTM       | QAT     | AME    | ARG     | SPA 21  | FRA     | ITA     | CAT     | NED     | GER    | IND     | CZE     | GBR     | RSM     | ARA     | JPN    | AUS    | MAL     | VAL     |        |        |     |     | NC   | 0    |
| 2016 | Moto3 | Mahindra  | QAT     | ARG    | AME     | SPA     | FRA     | ITA     | CAT     | NED     | GER    | AUT 26  | CZE 18  | GBR Ret | RSM Ret | ARA 27  | JPN 17 | AUS 7  | MAL 6   | VAL Ret |        |        |     |     | 26.º | 19   |
| 2017 | Moto3 | KTM       | QAT 9   | ARG 13 | AME 16  | SPA 4   | FRA 4   | ITA 9   | CAT 6   | NED 6   | GER 3  | CZE 7   | AUT 12  | GBR Ret | RSM 12  | ARA 7   | JPN 14 | AUS 21 | MAL 17  | VAL 3   |        |        |     |     | 8.º  | 123  |
| 2018 | Moto3 | KTM       | QAT 15  | ARG 12 | AME Ret | SPA 3   | FRA 3   | ITA 15  | CAT Ret | NED 10  | GER 4  | CZE 7   | AUT 15  | GBR C   | RSM 16  | ARA 5   | THA 8  | JPN 12 | AUS Ret | MAL 11  | VAL 9  |        |     |     | 10.º | 102  |
| 2019 | Moto3 | Honda     | QAT 4   | ARG 9  | AME 12  | SPA 23  | FRA Ret | ITA Ret | CAT 1   | NED 7   | GER 2  | CZE 16  | AUT 5   | GBR 1   | RSM 7   | ARA Ret | THA 4  | JPN 8  | AUS 2   | MAL 6   | VAL 7  |        |     |     | 3.º  | 183  |
| 2020 | Moto2 | Kalex     | QAT Ret | SPA 23 | AND 15  | CZE 19  | AUT 18  | EST 16  | RSM 12  | ERM 17  | CAT 9  | FRA 13  | ARA 6   | TER 9   | EUR 16  | VAL Ret | POR 11 |        |         |         |        |        |     |     | 19.º | 37   |
| 2021 | Moto2 | Kalex     | QAT Ret | DOH WD | POR 15  | SPA 11  | FRA 13  | ITA Ret | CAT Ret | GER 9   | NED 20 | EST 19  | AUT Ret | GBR 20  | ARA 12  | RSM 14  | AME 9  | ERM 10 | ALG 14  | VAL 14  |        |        |     |     | 17.º | 39   |
| 2022 | Moto2 | MV Agusta | QAT 17  | INA 17 | ARG 15  | AME 12  | POR Ret | SPA Ret | FRA Ret | ITA Ret | CAT 24 | GER Ret | NED 17  | GBR Ret | AUT 19  | RSM 16  | ARA 18 | JPN 20 | THA 23  | AUS 17  | MAL 17 | VAL 20 |     |     | 30.º | 5    |
| 2023 | Moto2 | Forward   | POR 21  | ARG 24 | AME Ret | SPA 20  | FRA 17  | ITA Ret | GER 20  | NED Ret | GBR 19 |         |         |         |         |         |        |        |         |         |        |        |     |     | 16.º | 65   |
| 2023 | Moto2 | Kalex     |         |        |         |         |         |         |         |         |        | AUT 14  | CAT 16  | RSM 14  | IND 9   | JPN 7   | INA 16 | AUS 10 | THA 6   | MAL 3   | QAT 13 | VAL 4  |     |     | 16.º | 65   |
| 2024 | Moto2 | Kalex     | QAT 6   | POR 9  | AME 5   | SPA Ret | FRA 15  | CAT DSQ | ITA 10  | NED 7   | GER 18 | GBR 15  | AUT 6   | ARA 7   | RSM 15  | ERM 8   | INA 10 | JPN 19 | AUS 10  | THA 3   | MAL 6  | SLD 11 |     |     | 11.º | 116  |
| 2025 | Moto2 | Kalex     | THA 5   | ARG 5  | AME 11  | QAT 8   | SPA 12  | FRA 15  | GBR 9   | ARA 8   | ITA 10 | NED 6   | GER Ret | CZE 7   | AUT 12  | HUN     | CAT    | RSM    | JPN     | INA     | AUS    | MAL    | POR | VAL | 10.º | 84   |

| Color     | Resultado                                                               |
| --------- | ----------------------------------------------------------------------- |
| Oro       | Ganador                                                                 |
| Plata     | 2.ª plaza                                                               |
| Bronce    | 3.ª plaza                                                               |
| Verde     | Finalizó en los puntos                                                  |
| Azul      | Finalizó sin puntos                                                     |
| Azul      | NC - No clasificado                                                     |
| Violeta   | Ret - No terminó (Carrera)                                              |
| Rojo      | DNQ - No se clasificó                                                   |
| Negro     | DSQ - Descalificado                                                     |
| Blanco    | DNS - No empezó (carrera)                                               |
| Blanco    | WD - Retirado (fin de semana)                                           |
| Blanco    | C - Carrera cancelada                                                   |
| Sin color | DNP - Inscrito pero no participó                                        |
| Sin color | INJ - Lesionado                                                         |
| Sin color | EX - Excluido                                                           |
| Estado    | Resultado                                                               |
| Negrita   | Pole position                                                           |
| Cursiva   | Vuelta rápida                                                           |
| †         | Abandona, pero clasifica al completar el porcentaje requerido para ello |